# Javaugues

Javaugues este o comună în departamentul Haute-Loire, Franța. În 2009 avea o populație de 196 de locuitori.